# Mile Savković
Mile Savković (cyryl. Миле Савковић, ur. 11 marca 1992 w Banatski Despotovac) – serbski piłkarz występujący na pozycji pomocnika, zawodnik serbskiego klubu FK Spartak Subotica.

## Życiorys

### Kariera klubowa
Od 2010 występował w serbskich klubach: FK BSK Borča, FK Jagodina i FK Spartak Subotica. W latach 2018–2020 grał w polskim klubie Jagiellonia Białystok z Ekstraklasy.
1 lipca 2020 podpisał kontrakt z serbskim klubem FK Spartak Subotica z Super liga Srbije.

## Sukcesy

### Klubowe
Jagiellonia Białystok
- Zdobywca drugiego miejsca w Pucharze Polski: 2018/2019[3]